# Miss Universe 1929

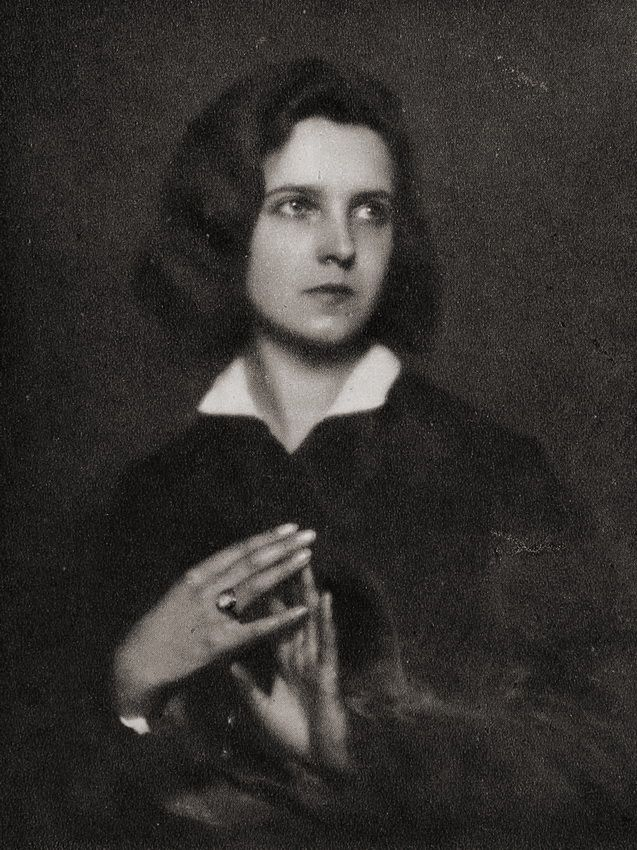
Lisl Goldarbeiter, Miss Austria und Miss Universe 1929.

Der Schönheitswettbewerb um die Miss Universe 1929 fand unter dem Namen Fourth International Pageant of Pulchritude and Tenth Annual Bathing Girl Revue vom 8. bis 12. Juni 1929 in Galveston statt. Etwa 150.000 Zuschauer sollen sich jährlich die Badeanzug-Parade auf dem Galveston Boulevard angesehen haben.
Es gab 44 Bewerberinnen (34 aus den Vereinigten Staaten und 10 Ausländerinnen). Die ersten zehn Platzierten gewannen am 11. Juni Geldpreise und die Siegerin zusätzlich den Titel Miss Universe.

## Platzierungen
| Platz | Kandidatin         | Kandidatin                             |
| ----- | ------------------ | -------------------------------------- |
| 01.   | Miss Österreich    | Lisl Goldarbeiter                      |
| 02.   | Miss USA           | Irene Ahlberg ( Miss Greater New York) |
| 03.   | Miss Ohio          | Dorothy Jean Davis                     |
| 04.   | Miss Massachusetts | Marjorie Barrett                       |
| 05.   | Miss Dallas        | Millie Bush                            |
| 06.   | Miss Rumänien      | Magda Demetrescu                       |
| 07.   | Miss Oregon        | Mary Benoit                            |
| 08.   | Miss Kuba          | Elvira Moreno                          |
| 09.   | Miss Tulsa         | Theda Delrey                           |
| 10.   | Miss Kalifornien   | Ruby Smith                             |

## Kandidatinnen
44 junge Frauen nahmen am Wettbewerb 1929 teil. Das war die höchste Zahl, die in diesem Wettbewerb erreicht wurde. Darunter befanden sich zehn Ausländerinnen, eine Anzahl, die nur 1928 und 1929 zustande kam.

## Vollständige Teilnehmerliste
| Ausländische Kandidatinnen: - Miss Brasilien – Olga Bergamine de Sá - Miss Deutschland – Ingeborg Grahn - Miss England – Benny Dicks - Miss Frankreich – Germaine Laborde - Miss Holland – Johanna „Jopie“ Koopman - Miss Kuba – Elvira Moreno - Miss Luxemburg – Ketty Hipp - Miss Österreich – Lisl Goldarbeiter - Miss Rumänien – Magda Demetrescu - Miss Spanien – Rosario Velásquez | USA, Staaten oder Regionen: - Miss Colorado – Elva Yvette Roy - Miss Connecticut – Mildred Horst - Miss Greater New York – Irene Ahlberg - Miss Illinois – Geraldine Crumly - Miss Indiana – Mary Frances Lininger - Miss Kalifornien – Ruby Smith - Miss Kentucky – Katherine Arnold - Miss Maine – Ethel Mae Stoddard - Miss Michigan – Wilma Holacker - Miss Massachusetts – Marjorie Barrett - Miss Missouri – Doris Bryan - Miss New Jersey – Estelle Leah - Miss New York State – Sylvia Kennedy - Miss Ohio – Dorothy Jean Davis - Miss Oregon – Mary Benoit - Miss Pennsylvania – Inez Everly - Miss Tennessee – Willie Taylor - Miss Washington – Edna Mae Metcalfe - Miss West Virginia – Lucille Havilland - Miss Wisconsin – Olive Mayer | USA, Städte: - Miss Birmingham – Noreane Stephens - Miss Chicago – Eleanor Wagner - Miss Cleveland – Julia M. Klenzing - Miss Dallas – Millie Bush - Miss Fort Worth – Lillian Haas - Miss Houston – Jeanne Lott - Miss Little Rock – Arbie Tyler - Miss Nashville – Margaret Garrett - Miss New Orleans – Virginia Wilson - Miss Oklahoma City – Margaret Lynch - Miss Olean – Ruth Rafferty - Miss Philadelphia – Ethel Mae Moody - Miss San Antonio – Geneva Reed - Miss Tulsa – Theda Delrey |